# Arabella Stanton
Arabella Stanton, née le 11 avril 2014, est une actrice et chanteuse britannique,.
En mai 2025, elle a été sélectionnée pour incarner Hermione Granger dans la prochaine série télévisée Harry Potter.

## Biographie

### Carrière
Arabella Stanton  a été formé à la British Theatre Academy et à la Guildford School of Acting. Elle a commencé sa carrière en jouant à 9 ans, le rôle principal de Matilda Wormwood dans la production du West End, Matilda, the Musical, entre septembre 2023 et 2024. Elle a également joué dans plusieurs autres productions telles que Matilda Jr dans le rôle de Lavander, Chitty Chitty Bang Bang Jr dans le rôle de Jemima, Frozen Jr dans le rôle de la jeune Anna ainsi que dans la comédie musicale Starlight Express d'Andrew Lloyd Webber dans le rôle de Control, entre juillet 2024 et février 2025,[réf. à confirmer].
En mai 2025, elle a été sélectionnée pour incarner Hermione Granger dans la prochaine série télévisée Harry Potter, qui sera diffusée sur HBO à partir de 2026 ou 2027. L'annonce de son casting engendre des critiques racistes, mais aussi de l'enthousiasme, de la part des fans.
Elle est également choisie pour être la voix d'Hermione Granger dans les livres audio Harry Potter, qui seront disponibles sur la plateforme Audible en novembre 2025.

## Théâtre
- 2023 - 2024 : Matilda, the Musical : Mathilda Wormwood
- 2024 - 2025 : Starlight Express : Control

## Filmographie

### Télévision
Séries télévisées
- 2027 : Harry Potter (série télévisée) : Hermione Granger